# شاپور قریب

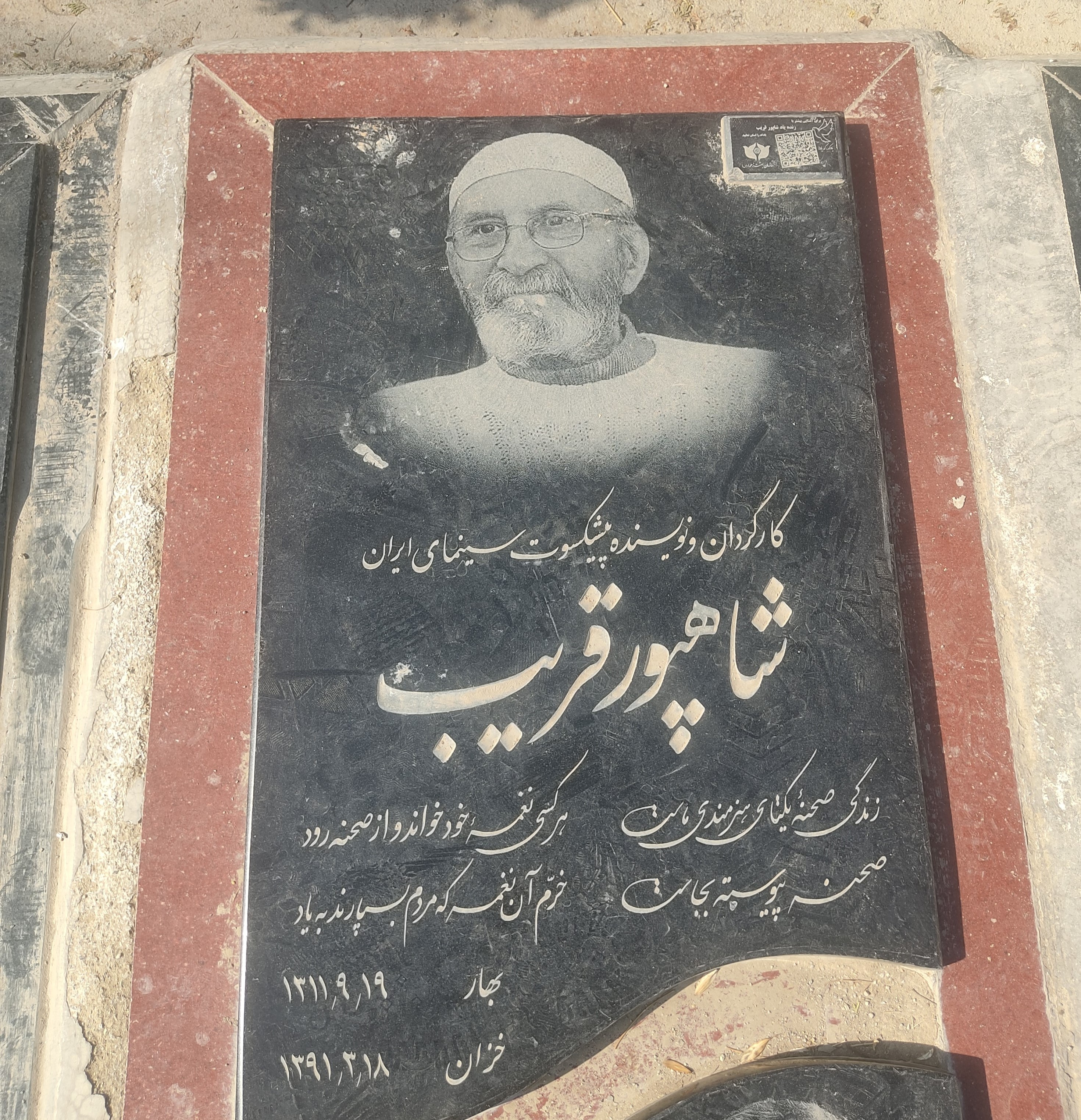
قبر شاپور قریب در قطعه هنرمندان بهشت زهرا

شاهپور قریب (۱۹ آذر ۱۳۱۱ در سمنان – ۱۶ خرداد ۱۳۹۱ در تهران) کارگردان و هنرپیشه ایرانی بود.

## زندگی
شاپور قریب در سال ۱۳۱۱ در سمنان به دنیا آمد. او از پانزده سالگی فعالیت خود را در زمینه تئاتر آغاز کرد. در فیلم موطلایی شهر ما دیالوگ نوشت، سپس دستیار مهدی امیرقاسم خانی شد. در فیلم چرخ بازیگر نیز که به کارگردانی مهدی امیرقاسم خانی بود علاوه بر نوشتن بیشتر پرده‌ها، موفق به بازی گرفتن از بازیگران شد که پس از آن طرز کار وی مورد توجه قرار گرفت. سپس با دستیاری جلال مقدم در فیلم سه دیوانه فعالیت هنری خود را ادامه داد و پس از بیست و اندی سال کار در تئاتر و سینما نخستین فیلم سینمایی خود را ساخت.
وی در دورانی که فشار زندگی او را در تنگنا گذاشت، از تهران به مشهد رفت و سال‌ها با خانواده‌اش، در مشهد زندگی کرد.
اصغرفرهادی که سال‌ها پیش فیلمنامه او را شاپور قریب کارگردانی کرده بود، هم در جشن سینمای ایران از وی یاد کرد و جوایز نقدی‌اش را به او اهدا کرد، و هم پس از گرفتن جایزه اسکار و برگشت به ایران، به همراه عزت‌الله انتظامی به ملاقات او رفت.
او در ۱۶ خرداد ۱۳۹۱ در سن ۷۹ سالگی به علت بیماری آلزایمر و کهولت سن درگذشت و در قطعه هنرمندان بهشت زهرا به خاک سپرده شد.

## فیلم‌شناسی

### سینما
- ایستگاه آخر (۱۳۸۹)
- سوگند (۱۳۸۷)
- کفش‌های جیرجیرک‌دار (۱۳۸۱)
- اشک و لبخند (۱۳۷۳)
- خانواده کوچک ما (۱۳۷۰)
- بازگشت قهرمان (۱۳۶۹)
- سایه‌های غم (۱۳۶۶)
- بگذار زندگی کنم (۱۳۶۵)
- سه ماه تعطیلی (۱۳۵۶)
- بت‌شکن (۱۳۵۵)
- هفت‌تیرهای چوبی (۱۳۵۴)
- مرد شرقی و زن فرنگی (۱۳۵۴)
- ممل آمریکایی (۱۳۵۳)
- خروس (۱۳۵۲)
- غریبه (۱۳۵۱)
- بدنام (۱۳۵۰)
- کاکو (۱۳۵۰)
- رقاصه شهر (۱۳۴۹)
- عروس بیانکا (۱۳۴۹)
- دختر شاه پریون (۱۳۴۷)

### تلویزیون
| سال تولید | نام مجموعه     | سمت             | توضیحات                        |
| --------- | -------------- | --------------- | ------------------------------ |
| ۱۳۸۳      | بابای خجالتی   | کارگردان        | سیمای مرکز زنجان               |
| ۱۳۸۳      | مروارید سرخ    | کارگردان        | به همراه مسعود رسام            |
| ۱۳۸۰      | دردسرهای طلایی | کارگردان        | سیمای خانواده شبکه یک          |
| ۱۳۸۰      | بازی پنهان     | کارگردان        | شبکه تهران                     |
| ۱۳۷۸      | خانه بخت       | کارگردان        |                                |
| ۱۳۷۸      | روزگار جوانی   | کارگردان بازیگر | به همراه اصغر توسلی            |
| ۱۳۷۷      | نرگس           | کارگردان        | سیمای خانواده شبکه یک          |
| ۱۳۷۵      | عکاسخانه       | کارگردان        |                                |
| ۱۳۷۵      | صدای صنوبر     | کارگردان        | گروه کودک و نوجوان شبکه دو     |
| ۱۳۵۶      | مستنطق         | کارگردان        | به همراه عباس جوانمرد پخش نشده |

### دستیار کارگردان
- سه دیوانه (۱۳۴۷)[۵]

## کتاب
شاپور قریب علاوه بر کارگردانی و بازیگری، نویسنده نیز بود که دو کتاب گنبد حلبی و عصر پاییزی را نیز نوشت:
- عصر پاییزی، تهران: ۱۳۳۹
- گنبد حلبی، تهران: ۱۳۴۹